# ディーウ攻囲戦 (1531年)
1531年のディーウ攻囲戦はオスマン帝国とグジャラート・スルターン朝の連合軍が、ポルトガルによるディーウを占領を阻止した戦い。
勝利の一部は、オスマン帝国の専門家ムスタファ・バイラムが配備した火器がポルトガルの包囲兵を圧倒した結果だった。
ディウは首尾よく防御されたが、勝利は僅かな間しか続かなかった。ポルトガルの艦隊は、無防備な東方のグジャラートの都市に向かっただけだった。ゴーガ、スーラト、マンガロール、サムナス、バセイン、および多くの小さな集落が襲撃され、略奪され、一部は攻撃から回復できなかった。
1534年、グジャラートのバハードゥル・シャーは総督ヌーノ・ダ・クーニャと和平協定に署名し、ボンベイを含むヴァサイーの領土をポルトガルに譲った。1535年、ポルトガルはディーウに要塞を建設する許可も得た。